# Erupce Hóei hory Fudži

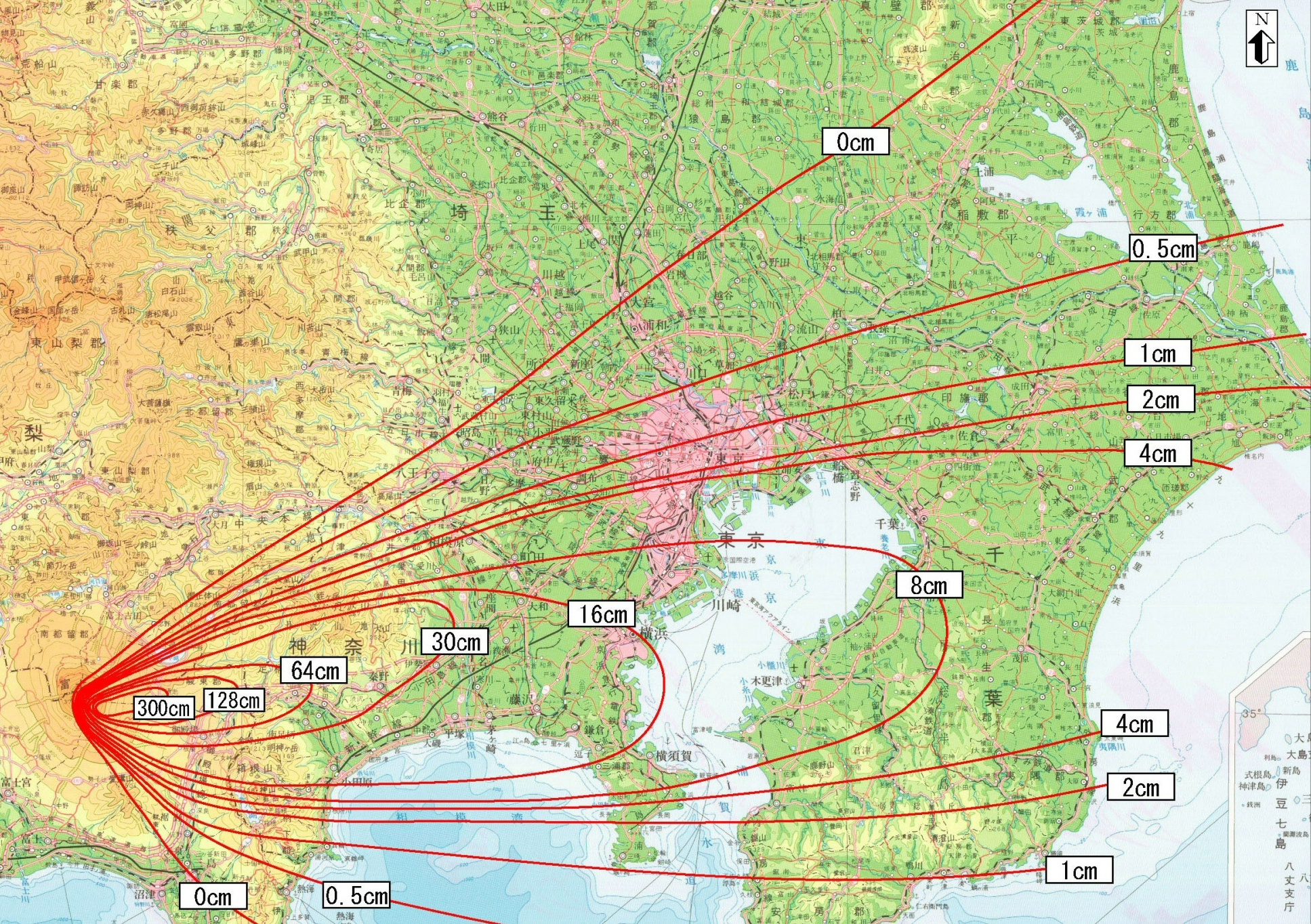
Mapa spadu popela z erupce Hóei

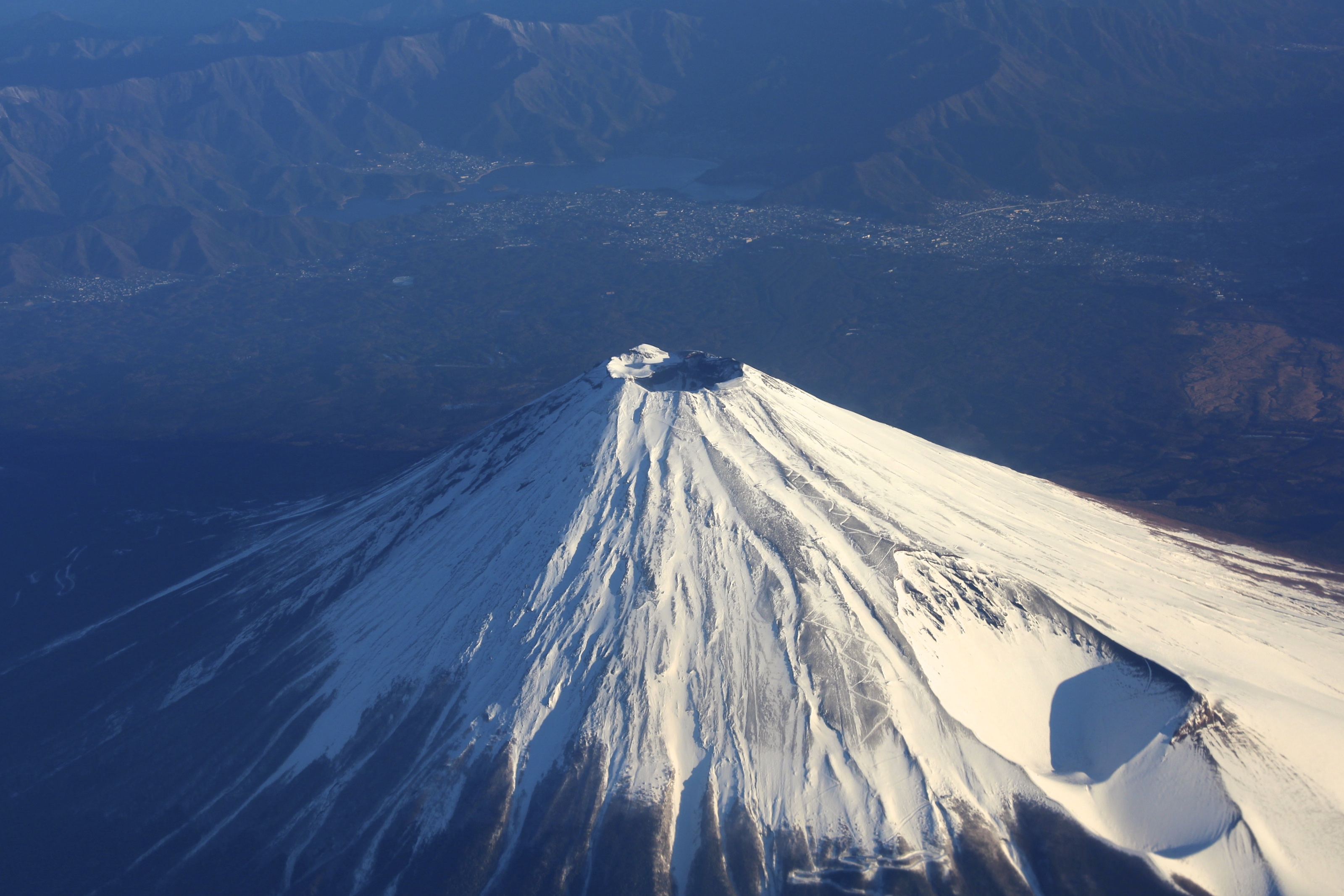
Kráter Hóei na jihovýchodním svahu Fudži

Erupcí Hóei hory Fudži (japonsky 宝永大噴火, Hóei dai funka) se nazývá výbuch japonské sopky Fudži v prosinci roku 1707 (4. rok éry Hóei). Při erupci sice nedošlo k výlevům lávy, ale zato došlo k vyvržení obrovského množství vulkanického popela, který pokryl široké okolí sopky a zasáhl dokonce i skoro 100 km vzdálené Edo. Objem vyvrženého popela je odhadován na 800 000 000 m³.
K erupci došlo na jihozápadní straně hory Fudži a zformovaly se při ní tři nové jícny pojmenované později 1., 2. a 3. jícen Hóei. Byla to zatím poslední erupce hory Fudži.

## Následné katastrofy
V následujícím roce po erupci Hóei se následkem velkých usazenin vulkanického popela rozvodnila řeka Sakawa (酒匂川, Sakawagawa) a způsobila další katastrofu.
Po erupci pokryl popel všechna obdělávaná pole na východ od hory Fudži. Rolníci jej odklízeli ze svých polí na velké hromady, které ale následné deště postupně odplavovaly do řek, jež se tím zanášely. Nejvíce takto byla zasažena řeka Sakawa, na níž se dokonce místy vytvářely dočasné přehrady. Průtrž mračen ze 7. na 8. srpna 1708 uvolnila obrovské množství popela a bahna a zatopila celou planinu Ašigara.